# جی‌جی (خواننده)
جی‌جی (به انگلیسی: JJ) با نام اصلی یوهانس پیتش (به انگلیسی: Johannes Pietsch) (زاده ۲۹ آوریل ۲۰۰۱) خواننده و ترانه‌سرا اتریشی است.
او نماینده اتریش در یوروویژن ۲۰۲۵ بود و با ترانه «عشق هدررفته» برنده مسابقه آواز یوروویژن شد.

## اوایل زندگی
پیتش در وین از یک متخصص فناوری اطلاعات اتریشی و یک آشپز فیلیپینی متولد شد و در دبی بزرگ شد، جایی که ازطریق مهمانی‌های کارائوکه با خانواده‌اش با موسیقی پاپ و ازطریق پدرش با اپرا آشنا شد. هر دو بر سبک پاپ-اپرای فعلی او تأثیر گذاشته‌اند. در سال ۲۰۱۶، خانواده او به اتریش بازگشتند.

## کارنامه موسیقی
در سال ۲۰۲۰، پیتش پس‌از از دست دادن مهلت شرکت برای برنامه «صدای آلمان»، در نهمین سری از برنامه «صدای بریتانیا» شرکت کرد. او با کمک مربی‌اش ویل.آی.ام به مرحله حذفی راه یافت. سال بعد، او در فصل پنجم استارمانیا شرکت کرد، جایی که به اولین نمایش نهایی خود راه یافت. او همچنین پس‌از بازدید از مدرسه اپرای دولتی وین، در دانشگاه موسیقی و هنر شهر وین می‌رود.
در ۳۰ ژانویه ۲۰۲۵، آهنگ «عشق هدررفته» که توسط پیتش با نام هنری جی‌جی اجرا شد، توسط ORF به‌عنوان نماینده اتریش برای مسابقه آواز یوروویژن ۲۰۲۵ در برنامه رادیویی Ö3-Wecker که از شبکه Ö۳ پخش می‌شد، اعلام شد. «عشق هدررفته» توسط جی‌جی، تئودورا اشپیریچ (نماینده اتریش در سال ۲۰۲۳) و توماس تورنر نوشته شده و در ۶ مارس ۲۰۲۵ منتشر شد. او در ۱۷ مه در فینال بزرگ، پس‌از دریافت مجموع ۴۳۶ امتیاز، شامل ۱۷۸ امتیاز از تماشاگران و ۲۵۸ امتیاز (بیشترین امتیاز) از هیئت داوران، برنده شد.

## سبک موسیقی
سبک موسیقی پیتش ترکیبی از عناصر اپرا و پاپ است. او به‌عنوان یک کنترتنور «سوپرانو» با محدوده صدایی تا اوج‌های بالای سوپرانو، هر دو ژانر را ازطریق رویکردی صوتی و تفسیریِ پراحساس و رسا دربردارد.

## زندگی شخصی
پیتش علاوه‌بر زبان مادری‌اش، آلمانی، به زبان‌های انگلیسی، فرانسوی و تاگالوگ نیز صحبت می‌کند. پیچ در مصاحبه‌ای با پورتال queer.de گفت که او یک کوئیر است. پیتش پس‌از پیروزی‌اش در یوروویژن فاش کرد که دوست‌پسر دارد.

## آهنگ‌شناسی

### تک‌آهنگ‌ها
| عنوان         | سال  | اوج چارت | آلبوم |
| عنوان         | سال  | ای‌یوتی   | آلبوم |
| ------------- | ---- | -------- | ----- |
| «عشق هدررفته» | ۲۰۲۵ | ۲۴       | -     |